# Oli de canola
A diferència de l'oli de colza, l'oli de canola és un oli vegetal derivat d’una varietat de colza baixa en àcid erúcic. Tots dos olis són comestibles i es produeixen industrialment a partir de les llavors de qualsevol dels diversos cultivars de la família de les Brassicaceae.

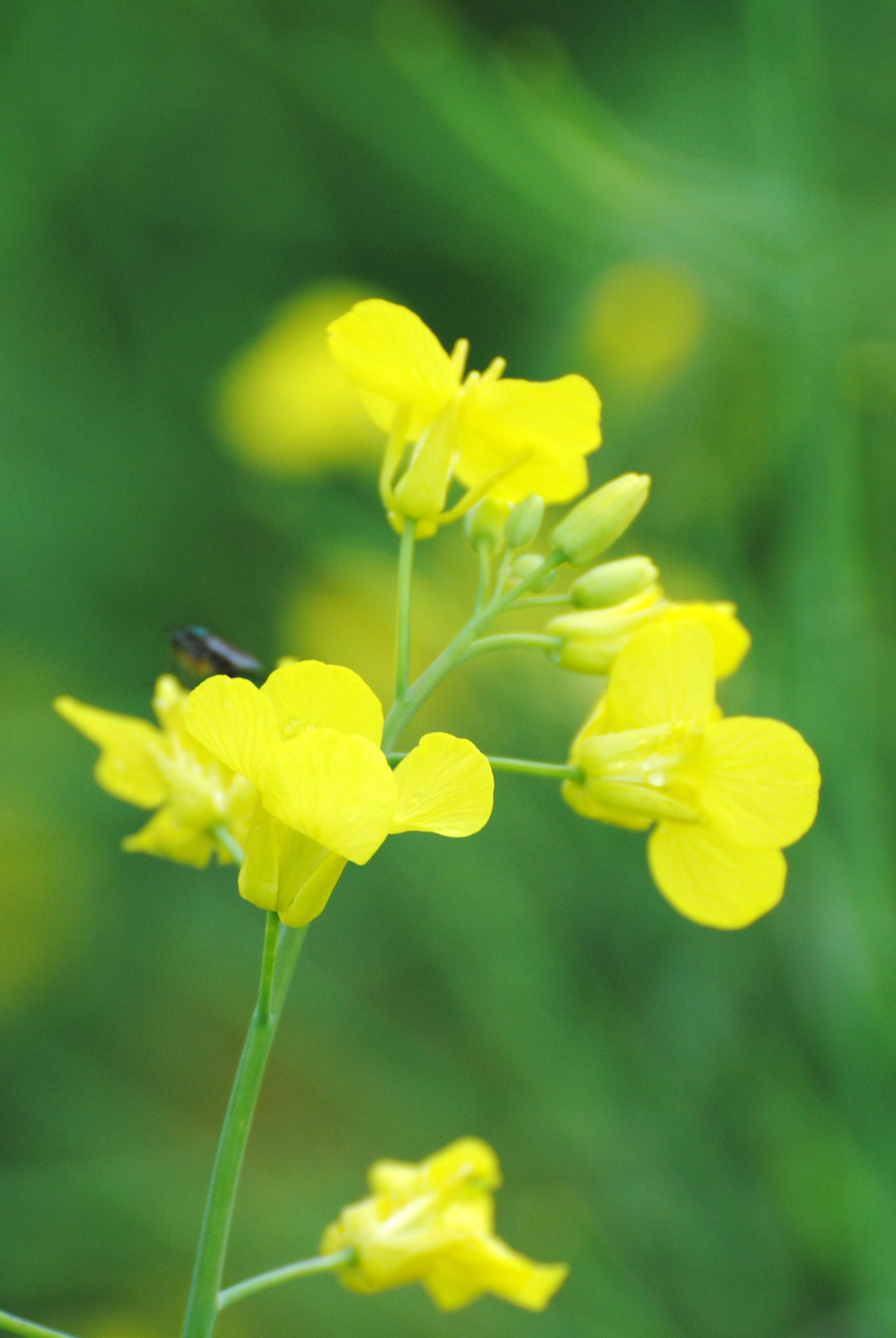
Flors de canola

Segons el Canola Council of Canada, una associació industrial, la definició oficial de canola és "Llavor del gènere Brassica (Brassica napus, Brassica rapa o Brassica juncea) a partir de les quals es produeix un oli que ha de contenir menys d'un 2% d'àcid erúcic en el seu perfil lipídic, i el component sòlid del qual ha de contenir (per gram de matèria seca sense oli) menys de 30 micromols de la barreja de qualsevol dels següents glucosinolats: de 3-butenil, de 4-pentenil, de 2-hidroxi-3 butenil i de 2-hidroxi-4-pentenil." L’oli de canola també es pot utilitzar com a font de biodièsel.

## Origen

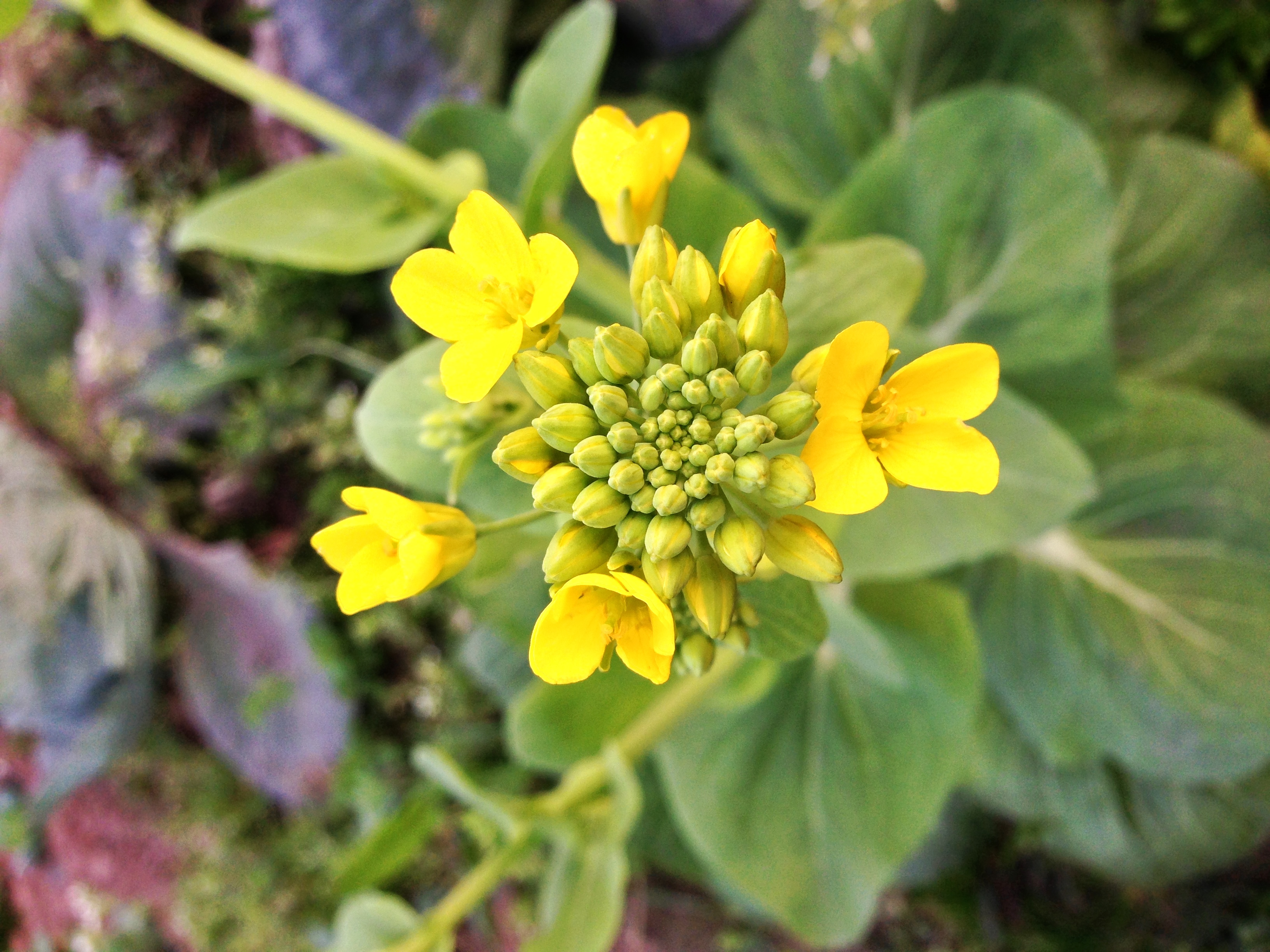
Flor de canola

La denominació anglesa de la colza (rapeseed) prové de la paraula llatina rapum que significa nap. Els naps, els colinaps, les cols, les cols de Brussel·les i la mostassa estan tots emparentats amb la colza. La colza pertany al gènere Brassica. Les varietats productores de llavors oleaginoses d’aquest gènere són algunes de les plantes més antigues conreades per la humanitat, se n’ha documentat el seu ús a l'Índia des de fa 4.000 anys, i a la Xina i al Japó des de fa 2.000. Al nord d'Europa el seu ús com a combustible per als gresols està documentat des del segle xiii. Els extractes d’oli de colza es van comercialitzar per primera vegada com a productes alimentaris entre el 1956 i el 1957, però certes característiques d’aquests tipus d’olis feien que els consumidors els trobessin inacceptables. A causa de la presència de clorofil·la, l’oli de colza d’aquella època tenia un gust molt particular i un color verdós desagradable. També tenia una concentració molt elevada d’àcid erúcic.

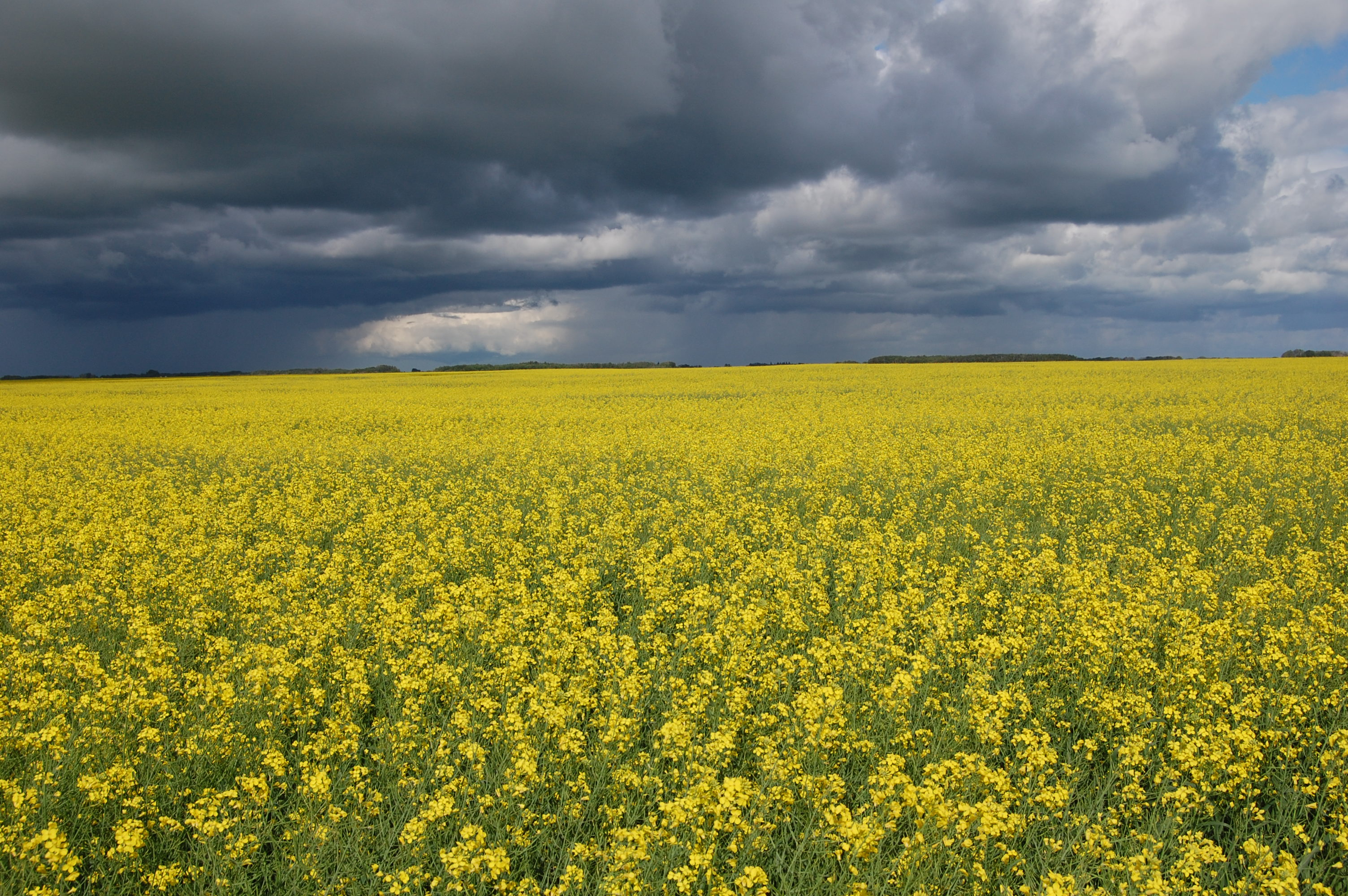
Camp de canola

La canola inicialment va ser cultivada a partir de les varietats de colza B. napus i B. rapa a la Universitat de Manitoba, Canadà, per Keith Downey i Baldur R. Stefansson a principis dels anys setanta, i tenia un perfil nutricional diferent a l’oli actual, a més a més de contenir molt menys àcid erúcic. Canola originàriament era el nom comercial que l'Associació de Colza del Canadà havia fet servir per a anomenar aquell oli. Era una condensació de "Can" del Canadà i "OLA" que significa "oil, low acid" (oli baix en àcid), però avui en dia, a Amèrica del Nord i a Australàsia, és un terme genèric que engloba totes les varietats comestibles d'oli de colza. Aquest canvi de nom permet distingir-lo de l’oli de colza natural, que té un contingut d'àcid erúcic molt més elevat.
El 1995, al Canadà, es va introduir per primer cop una colza transgènica resistent als herbicides (canola Roundup Ready). A dia d’avui, la varietat de canola que es considera més resistent a malalties i sequera és una varietat transgènica que es va desenvolupar l’any 1998. El 2009, el 90% del cultiu de colza al Canadà era resistent als herbicides. El 2005, el 87% de la canola cultivada als EUA era transgènica. El 2011, dels 31 milions d’hectàrees de canola cultivades a tot el món, 8,2 milions (26%) pertanyien a cultius transgènics.
Un estudi realitzat a Dakota del Nord el 2010 va trobar transgens de resistència al glifosat o al glufosinat en el 80% de les plantes de colza silvestres i, fins i tot, algunes plantes resistents als dos. Amb el pas del temps això podria comportar una reducció en l'eficàcia de la tolerància a l'herbicida per al control de males herbes, ja que aquestes també podrien esdevenir tolerants a l'herbicida. No obstant això, una de les investigadores reconeix que "es podrien haver establert poblacions assilvestrades, si els camions de transport de llavors transgèniques haguessin perdut una part de la seva càrrega durant el trajecte". També menciona que només van prendre mostres de colza que es trobaven pels vorals de la carretera i que això hauria pogut generar uns resultats esbiaixats.
En comparació amb la canola no transgènica, la canola transgènica es veu penalitzada a l’hora de vendre-la; per exemple a l'estat d'Austràlia Occidental s’estima que el preu és de mitjana un 7,2% més baix.

## Producció i comerç

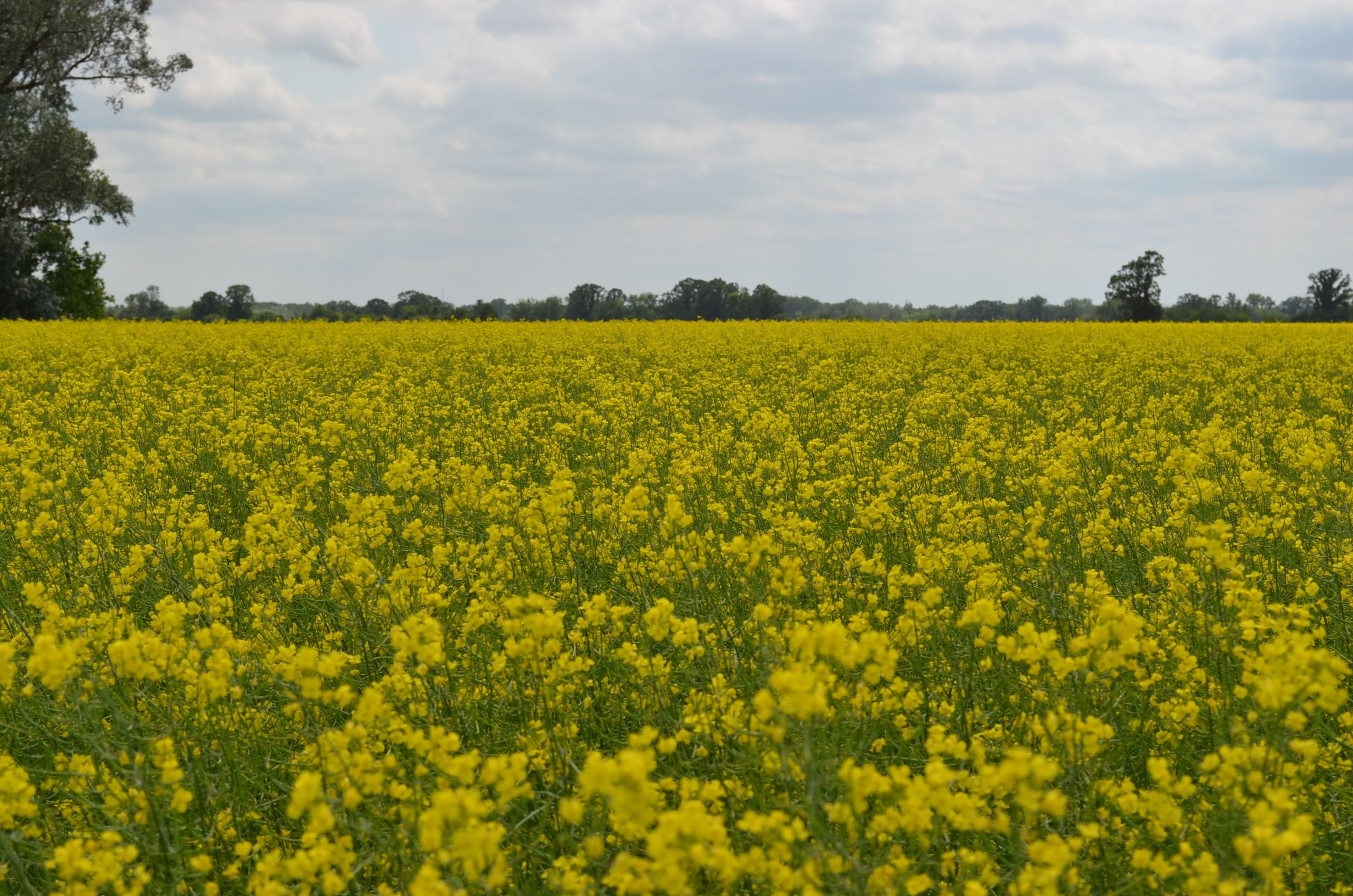
Camp de canola al Canadà

El 2018, la producció mundial d’oli de colza va ser de 25 milions de tones, encapçalada per la Xina, Alemanya i el Canadà com a principals productors; junts representaven el 47% del total mundial. El 2019 el Canadà va ser el principal exportador mundial d’oli de colza, en va exportar 3,2 milions de tones, aproximadament el 78% de la seva producció total.
El preu de referència mundial per al comerç de canola és el contracte de futurs que estableix l’ICE Futures Canada.
A la Xina, en lloc de fer pinso per a animals amb la farina de colza, aquesta s’utilitza principalment com a fertilitzant del sòl, mentre que l’oli de canola s’utilitza principalment per a fregir aliments. En paraules d'un observador, "la Xina pateix un dèficit en el subministrament d'oli vegetal de 20 milions de tones a l'any. Cobreix un gran percentatge d'aquest dèficit amb importacions de soja procedents del Brasil, els Estats Units i l'Argentina ".

## Regulació dels OMGs
La canola es pot modificar genèticament de diferents maneres, per exemple, per fer-la tolerant als herbicides (com el glifosat i el glufosinat) o per fer que l’oli tingui diferents qualitats. Les regulacions varien entre països; per exemple, la canola resistent al glifosat està aprovada a Austràlia, Canadà, Xina, Japó, Corea, Mèxic, Filipines i als EUA, mentre que el Laurical, que dona un oli amb una composició lipídica diferent, només se n’ha aprovat el cultiu al Canadà i als EUA.
El 2003, l’òrgan regulador de la tecnologia gènica australià va aprovar l'ús de canola transgènica per fer-la resistent a l’herbicida glufosinat d'amoni. La introducció d’aquell cultiu transgènic va generar una gran controvèrsia. A Austràlia la canola és el tercer conreu agrícola del país i els agricultors de blat l’utilitzen sovint com a cultiu de tall per millorar la qualitat del sòl. Des del 2008, a Austràlia els únics conreus modificats genèticament són la canola, el cotó i els clavells.

## Els OMGs a judici
La canola transgènica ha esdevingut un tema controvertit que ha provocat, fins i tot, enfrontaments jurídics. Un cas molt conegut va ser el de Monsanto Canada Inc contra Schmeiser, en que Monsanto Company va demandar a Percy Schmeiser per infracció de la patent. Schmeiser havia descobert que el seu camp estava contaminat amb plantes de la canola resistent al glifosat patentades per Monsanto, va seleccionar les plantes resistents ruixant-les amb aquest herbicida i en va replantar les llavors. El Tribunal Suprem canadenc va dictaminar que Percy havia infringit la patent de Monsanto perquè conscientment havia replantat les llavors obtingudes de les plantes resistents, i el va obligar a pagar 200.000 dòlars canadencs en concepte de costos judicials, però no se li va exigir el pagament de danys i perjudicis a Monsanto, ja que no s’havia beneficiat econòmicament de l'ús de les llavors El 19 de març de 2008, Schmeiser i Monsanto Canada Inc. van arribar a un acord extrajudicial pel qual Monsanto es comprometia a pagar els costos de neteja derivats de la contaminació del camp de cultiu de Schmeiser, que suposaven un total de 660 dòlars canadencs. A l'estat d'Austràlia Occidental, hi va haver el cas de Marsh contra Baxter, en que un agricultor de canola ecològica va demandar el seu veí, que cultivava canola transgènica, perquè la contaminació del seu camp de conreu amb llavors de canola transgènica li va comportar la pèrdua del certificat d'agricultura ecològica. Tot i que les dos parts van arribar a un acord per a cobrir les pèrdues del demandant, el jutge va considerar que l’agricultor de canola transgènica no n’era responsable.

## Biodièsel
Impulsada per les iniciatives polítiques de biodièsel de la UE, Europa ha invertit molt en infraestructures per poder utilitzar oli de canola com a biodièsel.

## Procés de producció

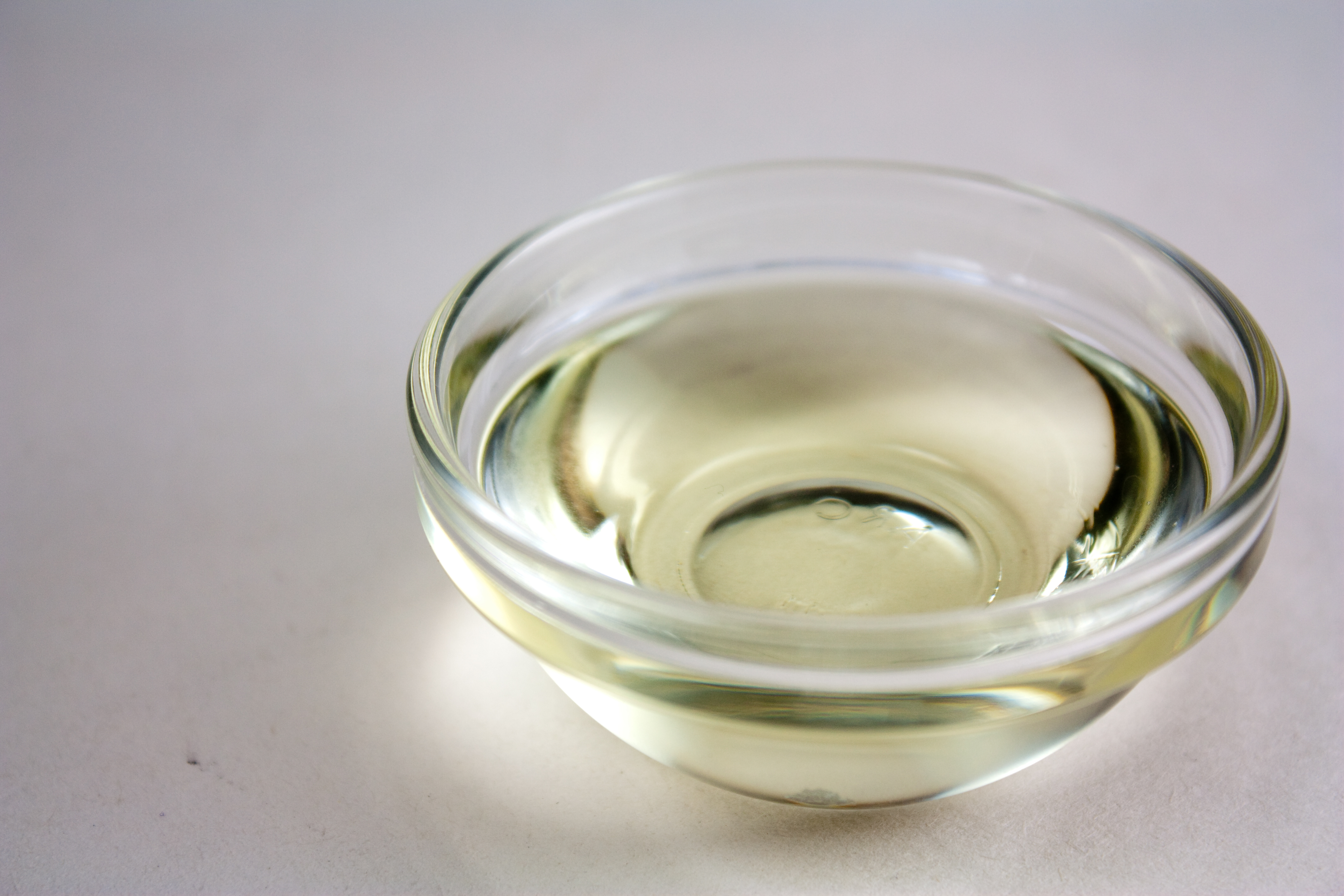
Oli de canola

L’oli de canola es fabrica en una instal·lació de processament: primer s’escalfa lleugerament la llavor i després es tritura. Gairebé tot l'oli comercial de canola s'extreu amb hexà, un dissolvent que es recupera al final del processament. Finalment, l’oli de colza passa per un procés de refinació que inclou l’ús d’aigua i àcids orgànics per eliminar gomes i àcids grassos lliures, l’ús de filtres naturals per eliminar el color i la destil·lació al vapor per desodoritzar. La densitat mitjana de l’oli de canola és de 0,92 g / ml.
L’oli de canola premsat en fred i l’obtingut amb expulsor també es produeixen, però de manera més limitada. Al voltant del 44% d’una llavor és oli, el que queda és la farina de canola que s’utilitza per a l’alimentació animal. Aproximadament 23 kg de llavors de canola produeixen 10 litres d’oli. L’oli de canola és un ingredient clau de molts aliments. La seva reputació com a oli saludable ha generat una gran demanda als mercats de tot el món i, en general, és el tercer oli vegetal més consumit, per darrere de l'oli de soia i l'oli de palma.
Aquest oli té molts usos no alimentaris i, com passa amb l’oli de soia, s’utilitza sovint indistintament amb olis no renovables a base de petroli en diferents tipus de productes, com ara lubricants industrials, biodièsel, espelmes, pintallavis i tinta de diari, depenent dels preus del mercat.
Els olis vegetals de canola certificats com a ecològics han de ser de colza no transgènica.

### Altres olis de colza comestibles
En alguns països, s’usen algunes versions d’olis de colza menys processades per donar sabor. L’oli de colza xinès s’extreia originalment de la mostassa borda. Al segle xix, els comerciants europeus hi van introduir la colza (B. rapa), i els agricultors locals la van creuar la amb la mostassa borda per produir una colza semi-hivernal. Accidentalment, la composició genètica d’aquest cultiu és similar a la de la canola, la qual cosa vol dir que la colza xinesa també conté nivells més baixos d’àcid erúcic. El sabor de l'oli prové d'un procés de producció diferent: les llavors es torren abans de ser premsades per expulsors, i això els dona un sabor especial. A l’Índia, l’oli de mostassa s’utilitza per a cuinar. Al Regne Unit i Irlanda, alguns xefs utilitzen un oli de colza amb regust de col que es processa mitjançant el premsat en fred. Aquest procés d’extracció en fred significa que l’oli es crema amb facilitat i, per tant, no és apte per fregir plats de la cuina xinesa.

## Informació sanitària
L’oli de canola es considera segur per al consum humà. Té una quantitat relativament baixa de greixos saturats i una quantitat substancial de greixos monoinsaturats, amb una proporció aproximada de greixos monoinsaturats de 2:1 respecte als poliinsaturats.
El 2006, l'Administració d’Aliments i Fàrmacs americana va atribuir a l'oli de canola unes propietats saludables de reducció del risc de malalties coronàries gràcies al seu elevat contingut en greixos insaturats. L'etiquetatge autoritzat per aquest aliments indica que:
"L'evidència científica existent és limitada i no concloent, però sembla que menjar aproximadament 1 ½ cullerada (19 grams) d'oli de colza al dia, pot reduir el risc de malalties coronàries gràcies al seu contingut en greixos insaturats. Per aconseguir aquest possible benefici, l'oli de canola ha de substituir una quantitat similar de greixos saturats i no augmentar el nombre total de calories diàries. Una porció d’aquest producte conté [x] grams d’oli de canola."
Una revisió del 2013, patrocinada pel Canola Council of Canada i la Canola Association dels Estats Units, va concloure que, en comparació amb altres fonts de greixos dietètics, el consum de canola reduïa substancialment el colesterol total i el colesterol d’LDL (lipoproteïnes de baixa densitat), augmentava els nivells de tocoferol i millorava la sensibilitat a la insulina. Una revisió del 2014 sobre els efectes saludables del consum d’olis vegetals rics en àcid alfa-linolènic, inclosa la canola, va afirmar que hi havia un benefici moderat per a disminuir el risc de malalties cardiovasculars, fractures òssies i diabetis tipus 2.
Pel que fa als components individuals, l’oli de colza és baix en greixos saturats i conté àcids grassos omega-6 i omega-3 en una proporció de 2:1. A més és ric en greixos monoinsaturats, que poden disminuir el risc de patir malalties cardíaques.

### Àcid erúcic
Tot i que l’oli de colza silvestre conté quantitats importants d’àcid erúcic, les cultivars que s’utilitzen per produir oli comercial de colza de qualitat alimentària contenen menys d’un 2% d’aquest àcid, una quantitat que es considera que no implica cap risc per a la salut. Fins ara, en humans, no s’ha associat efectes perjudicials sobre la salut pel consum dietètic d’àcid erúcic; però les proves del metabolisme d’aquest en altres espècies suggereixen que nivells més alts podrien ser-ho. Tampoc s’ha demostrat de manera explícita que l’oli de canola produït amb plantes transgèniques produeixi efectes adversos.
Amb els anys, el contingut d’àcid erúcic en l’oli de canola s’ha anat reduint. A l'oest del Canadà, es va passar d’un contingut mitjà de 0,5% entre el 1987 i el 1996 a l’actual 0,01% del 2008 al 2015. Altres informes també mostren un contingut inferior al 0,1% a Austràlia i Brasil.
L’oli de canola no presenta riscos inusuals per a la salut i el consum en productes de qualitat alimentària és generalment reconegut com a segur per l'Administració d’Aliments i Fàrmacs dels Estats Units.